# Торчвуд (1. сезона)
Прва сезона британске научнофантастичне телевизијске серије Торчвуд премијерно је емитована на каналу BBC Three од 22. октобра 2006. до 1. јануара 2007. године и броји 13 епизода.

## Радња
Прва сезона се усредсређује на Гвен Купер, њено упознавање са Џеком Харкнесом и Торчвудом, као и представљање ликова Овена Харпера, Јанта Џоунса, Сузи Костело и Тошико Сато. Ту је такође лабава прича која се фокусира на Процеп: Овенову љубав према Дијани, жени изгубљеној у времену; Овенову и Гвенину аферу, као и њен однос са њеним дечком Рисом.

## Улоге

### Главне
- Џон Бароуман као Џек Харкнес
- Ив Мајлс као Гвен Купер
- Берн Горман као др Овен Харпер
- Наоко Мори као др Тошико Сато
- Гарет Дејвид-Лојд као Јанто Џоунс

### Епизодне
- Кај Овен као Рис Вилијамс (епизоде 1−6, 10−11, 13)

### Гостујуће
- Индира Варма као Сузи Костело (1. и 8. епизода)

## Епизоде
| Бр. еп. (укупно) | Бр. еп. (у серији) | Наслов                       | Редитељ      | Сценариста                | Премијера          | Прод. код | Гледаност у Британији (милиони) |
| --- | ------------------ | ---------------------------- | ------------ | ------------------------- | ------------------ | --------- | ------------------------------- |
| 1 | 1                  | „Све се мења”                | Брајан Кели  | Расел Т. Дејвис           | 22. октобар 2006.  | 1.1       | 2,52                            |
| Након што полицајка Гвен Купер види мртвог човека враћеног у живот, креће у истрагу. Трагови је воде до Џека Харкнеса и Торчвуда, али када коначно стигне до њих, тим Торчвуда је већ очекује. Изненађена је оним што види и сазнаје да је Торчвуд приватна организација која ради ван британске владе и чува свет од ванземаљских претњи. Такође сазнаје да је Џек бесмртан и да га није могуће убити. Веома је заинтересована за решавање убиства које је видела, али Џек сматра да то није њихова ствар. Гвен не одустаје и, упорна у истрази, на крају долази до убице. |                    |                              |              |                           |                    |           |                                 |
| 2 | 2                  | „Дан први”                   | Брајан Кели  | Крис Чибнал               | 22. октобар 2006.  | 1.2       | 2,50                            |
| Гвен је сада чланица Торчвуда и истражују метеорит који је пао на периферији Кардифа. Она несвесно ослобађа гасовити облик живота који може преузети контролу над људским домаћином. Домаћин је млада жена, Керис, која постаје неконтролисани сексуални предатор, а сваки мушкарац са којим има секс се распада. Тим Торчвуда лако је проналази, али када она успе да побегне, знају да су животи младих мушкараца у опасности. У међувремену, Гвен схвата да је она једина у тиму која има социјални живот, док остали проводе сав свој време радећи. |                    |                              |              |                           |                    |           |                                 |
| 3 | 3                  | „Духовна машина”             | Колин Тиг    | Хелен Рејнор              | 29. октобар 2006.  | 1.3       | 1,77                            |
| Након што Гвен Купер пронађе један ванземаљски уређај, чини се да је он враћа у прошлост, у 1940-е године, где види младог дечака, самог на железничкој станици. Након тога, Овен Харпер има слично искуство, али овог пута се налази испод моста у раним 1960-им, где је млада жена силована и убијена. Они трагају за дечаком и убицом и сазнају да је дечак добро збринут. Што се тиче убице, случај остаје нерешен, што изазива огорченост код Овена. |                    |                              |              |                           |                    |           |                                 |
| 4 | 4                  | „Кибержена”                  | Џејмс Стронг | Крис Чибнал               | 5. новембар 2006.  | 1.4       | 1,39                            |
| Јанто Џоунс је крио тајну од остатка тима Торчвуда: у подруму се налази његова девојка, Лиса Халет, која је делимично конвертована од стране Киберљуди током њиховог ранијег напада на Лондон. Он жели да је врати у људску форму и сарађује са доктором Танизакијем како би је поново учинио људском. Брзо губи контролу над ситуацијом, а када Хаб почне да губи енергију, остали чланови тима откривају шта се дешава. Док се бори са последицама, Јанто мора да одлучи између своје љубави према Лиси и своје лојалности тиму. |                    |                              |              |                           |                    |           |                                 |
| 5 | 5                  | „Мали светови”               | Алис Траутон | Питер Џ. Хамонд           | 12. новембар 2006. | 1.5       | 1,26                            |
| Џек упознаје Гвен са својом добром пријатељицом, старом Естел, која верује у виле и сматра да има фотографије које доказују њихово постојање. Естел се свиђа Џек и говори Гвен да су она и Џеков отац имали љубавну аферу током Другог светског рата. Гвен брзо схвата да је она заправо имала аферу са самим Џеком и примећује дивну хемију између њих двоје. Џек и Гвен ускоро долазе до закључка да виле нису тако благонаклона и лепа бића каквима их Естел сматра, а када млада девојка, Џасмин Пирс, постане објекат њихове пажње, Торчвуд почиње да ради на њеној заштити. |                    |                              |              |                           |                    |           |                                 |
| 6 | 6                  | „Сеоска убиства”             | Енди Годард  | Крис Чибнал               | 19. новембар 2006. | 1.6       | 1,22                            |
| У селу северно од Кардифа, тим Торчвуда истражује нестанак 17 људи у последњих неколико месеци. Ниједан леш није пронађен, а полиција не зна шта је могло да им се догоди. Постављају камп на једном пољу, али када им је украдено теренско возило, а затим паркирано у малом селу удаљеном само неколико километара, они схватају да су намамљени у замку. У селу проналазе остатке неколико становника – лишене меса и органа – и једног престрављеног преживелог који одмах пуца на Гвен из пушке. Пошто су Јанто и Тош заробљени, сви убрзо схватају да су људи ловина. |                    |                              |              |                           |                    |           |                                 |
| 7 | 7                  | „Грци носе дарове”           | Колин Тиг    | Тоби Вајтхаус             | 26. новембар 2006. | 1.7       | 1,31                            |
| Тим је позван на градилиште где је ископан веома стар скелет. Овен не може да утврди тачан узрок смрти, али делује да је смрт настала од метка из пушке или мускете. У међувремену, Тош среће атрактивну странкњиу по имену Мери у бару, која изгледа зна много о Торчвуду. Она Тош даје привезак који јој омогућава да чује туђе мисли. Иако првобитно не жели да чује шта други људи мисле − о њој, о онима око њих и тако даље − када чује мисли једног човека који планира да убије своју жену и дете, она успева да га спречи. Тош схвата да из читања мисли може проистећи неко добро. Међутим, није припремљена на откриће које јој њена нова пријатељица спрема када јој предложи да привезак преда Торчвуду. |                    |                              |              |                           |                    |           |                                 |
| 8 | 8                  | „Настављају да убијају Сузи” | Џејмс Стронг | Пол Томалин и Ден Макулох | 3. децембар 2006.  | 1.8       | 1,12                            |
| Торчвуд је позван да истражи убиства када је један пар из предграђа пронађен у својим креветима са пререзаним вратовима и крвљу исписаним „Торчвуд” на зиду. Гвен их убеђује да користе рукавицу за реанимирање жртве да виде да ли могу да сазнају идентитет убице. Имају мало успеха, али када су сазнали да је њихова бивша колегиница Сузи Костело повезана са жртвама, они одлучују да је оживе. Обично се мртви могу оживети само минут или два, али у Сузином случају, чини се да је она трајно реанимирана. Када су сазнали да своју животну снагу црпи од једног члана Торчвуда, остали морају да нађу начин да је зауставе.                                                                                 |                    |                              |              |                           |                    |           |                                 |
| 9 | 9                  | „Случајне ципеле”            | Џејмс Ерскин | Џакета Меј                | 10. децембар 2006. | 1.9       | 1,08                            |
| Младић, Јуџин Џоунс, „буди се” лежећи на путу након што га је ударио аутомобил. Брзо схвата да је мртав и да сада постоји само у духовном облику. Нико га не може видети или чути, а он нема сећања на догађаје из недавне прошлости. У флешбековима, сећа се несрећног детињства у којем га је отац напустио истог дана када је изгубио на квиз такмичењу у школи. Тог истог дана, један од његових учитеља му је дао нешто посебно што је просто пало с неба – стаклено око. Пре своје смрти, упознао је Гвен Купер и покушао да је заинтересује за ово око. Она није имала много времена за њега док је био жив, али у смрти она показује истинско интересовање за њега, а Јуџин покушава да јој помогне.          |                    |                              |              |                           |                    |           |                                 |
| 10 | 10                 | „Ван времена”                | Алис Траутон | Кетрин Трегена            | 17. децембар 2006. | 1.10      | 1,03                            |
| Тим Торчвуда прати авион који је прошао кроз Процеп; авион је полетео 18. децембра 1953. године. За пилота, Дајану Холмс и двоје путника, прошло је само око пола сата. Џек им објашњава да су путовали кроз трансцендентни прозор, рупу у времену и простору. Међутим, чини се да не постоји могућност да се врате у своје време. Њихово прилагођавање животу у 21. веку није једноставно, јер се морају навикнути на своју нову средину и чињеницу да су готово сви које су некада познавали сада умрли. Формирају се пријатељства, али неће сви преживети своју нову стварност. |                    |                              |              |                           |                    |           |                                 |
| 11 | 11                 | „Борба”                      | Енди Годард  | Ноел Кларк                | 24. децембар 2006. | 1.11      | 0,83                            |
| У Кардифу се дешава талас напада Вивила, али неко други зауставља ова створења и Џек жели да открије ко је у питању. Створење које су држали затворено почиње да завија, указујући да отмичари можда наносе штету Вивилу који је био на слободи. Овен је и даље депресиван након одласка Дајане Холмс, али када коначно стиже у Хаб, пристаје да истражи случај под скривеним идентитетом, али оно што пронађе тестираће његову вољу за животом. У међувремену, Гвен има проблема са дечком Рисом који осећа да она проводи превише времена на послу. |                    |                              |              |                           |                    |           |                                 |
| 12 | 12                 | „Капетан Џек Харкнес”        | Ешли Веј     | Кетрин Трегена            | 1. јануар 2007.    | 1.12      | 1,23                            |
| Џек и Тош истражују извештај о музици која долази ниоткуда у напуштеној плесној сали. Док су били у згради, Процеп их враћа у 1941. годину, али убрзо схватају да не могу да се врате у своје време. Барем не а да им Тош не пошаље потребне једначине из садашњости да се то догоди. Док је био у плесној дворани, Џек наилази на некога кога познаје, на америчког пилота Краљевског ратног ваздухопловства по имену Џек Харкнес. У садашњости, Овен, Јанто и Гвен раде на томе да их врате. Овен жели да отвори Процеп и покуша да врати и Дајану Холмс, али отварање Процепа може уништити град. Међутим, чини се да руководилац плесне сале Билис Мангер има мало проблема да се креће напред-назад у времену.   |                    |                              |              |                           |                    |           |                                 |
| 13 | 13                 | „Крај дана”                  | Ешли Веј     | Крис Чибнал               | 1. јануар 2007.    | 1.13      | 1,23                            |
| Процеп се распада − чудне појаве попут НЛО-а и древних војника падају кроз време на разна места широм света. Ови догађаји личе на оне у пророчанству о доласку Абадона, Великог ждерача, који ће одвести свет у сенку и довести до краја дана. |                    |                              |              |                           |                    |           |                                 |